# 劇場版 銀魂 新訳紅桜篇
『劇場版 銀魂 新訳紅桜篇』（げきじょうばん ぎんたま しんやくべにざくらへん）は、空知英秋による少年漫画『銀魂』を原作としたアニメーション映画。2010年4月24日より、丸の内TOEI2、新宿バルト9、シネ・リーブル池袋他全国にて公開された。富川国際ファンタスティック映画祭で観客賞受賞。
- 銀魂 (アニメ)
- 銀魂の登場人物一覧

## 概要
テレビ東京系列で2010年3月25日まで放送され、2011年4月より第2期の放送が決まったテレビアニメ『銀魂』の初の映画化作品。人気の高いエピソードである紅桜篇を新たな解釈で再構成している。
劇場前売券は2009年12月12日から発売された。購入特典として『映画化決定記念クリアファイル』がプレゼントされた。2010年3月には前売券第2弾として5種類の『蒔絵シール』がプレゼントされた。また先着来場者特典にはアクションパートのコマ割りしおり『映画化記念ブックマーカー』がプレゼントされた。4月24日からの第1弾が銀時2種と神楽と土方と似蔵、4月30日からの第2弾は白夜叉とさっちゃんと沖田と九兵衛と高杉、さらに5月15日より第3弾の銀時、高杉、新八&エリザベス、神楽、銀時&桂がランダム配布となり全15種類となった。
全国90スクリーンながら、全国劇場で初日はほぼ全回満席という大盛況となり、2010年4月24-25日初日2日間で動員16万人、興収2億円を記録し、映画観客動員ランキング（興行通信社調べ）で初登場第4位となった。これは初動では『サマーウォーズ』（127スクリーンで1億2700万円）を超える勢いとなる。またぴあ初日満足度ランキングでも第1位となり、女性ファンを中心に圧倒的な支持を集めている。6月7日には拡大館が66館まで決定、興行収入も10億円の大台を突破したことが発表された。
主題歌はアニメでも2回主題歌を担当したDOES。『バクチ・ダンサー』は、先行配信がmusic.jpフルランキングにおいて、2010年男性ロックバンドとしては初のウィークリーチャート第1位を獲得し『music.jpアニメ&ゲームF』では初登場第1位、週間ランキングでも第1位となり、4月21日リリース後には発売第1週目で3.3万枚の売り上げとなり2010年5月3日付オリコン週間シングルランキングでも初登場第3位となった。
監督を務める高松信司は、劇場版を作るにあたり『機動戦士Ζガンダム A New Translation』を参考にしたと語っている。ちなみに新訳の意味を聞かれた際には「偉大なる先人が発明した素晴らしい魔法の言葉」と答え、さらに企画段階では“A New Translation”という言葉も入れていたがいつの間にか無くなっていたとのことである。

### 原作・アニメとの相違点
原作・アニメでは後日談にしか登場しなかった真選組や、紅桜編以降に登場した神威、阿伏兎も登場する他、銀時たちの過去の部分がより詳細に描かれる。これらの場面が加わった代わりに、新八が村田兄妹の元に訪れるシーン、攘夷党から鬼兵隊の話を聞くシーン（鬼兵隊の話は真選組が冒頭で語っている）が削除された。それ以外にも細かい台詞の省略、変更がある。また、劇場版のメインビジュアルおよびポスターに登場していないキャラも多く登場している。映画本編上では紅桜編未登場キャラはサイドストーリーやショートアニメへの登場に留まっているが、公開前のCMでは一部のキャラクターがストーリーの本筋に関わることを予感させるいわゆる予告詐欺的な演出となっていた。
「新訳」という関係上、テレビアニメからの映像も使われているが、「背景画を新たに書き下ろす」「テレビ版では真夜中の描写が見やすい明るさだったのに対し劇場版ではそれに合わせてコントラストを落とし人物も若干暗くなる」「人物の色をより鮮明に色彩し直す」「血にぼやけたエフェクトが加わる」「刀、紅桜のコード、船などに特殊効果を追加する」など、より手を加えている。さらに余分な間をカットしており、テレビ版より速く物語が進んでいく。また、冒頭の桂襲撃シーンなどの約半分のシーンが新作カットとなっている。

## ストーリー
ある夜、橋の上で決闘を申し込まれた桂。体よくあしらおうとした瞬間、鮮血の中で桂が倒れた。
辻斬りによる被害が多発しているかぶき町。そんなある日、エリザベスが万事屋を訪ね、事の顛末と桂があの夜以来行方不明であることを話し、桂の探索と辻斬りについて一緒に調べてもらうように依頼する。
一方で銀時はエリザベスの当面の依頼を神楽と新八に任せ、元から依頼されていた村田鉄矢・鉄子兄妹の下へ向かう。彼らの依頼は「盗まれた妖刀・紅桜を取り返してほしい」。
村田兄妹の依頼を遂行する銀時と桂を探索する神楽・新八・エリザベス、二つの事案が複雑に絡み合い、遂に辻斬りの正体にまでたどり着く。そこには意外な人物がいた。

## 登場人物
万事屋
- 坂田銀時：杉田智和
- 志村新八：阪口大助
- 神楽：釘宮理恵
- 定春：高橋美佳子

攘夷党（桂一派）
- 桂小太郎：石田彰
- エリザベス：そのへんにいたオッさん

鬼兵隊
- 高杉晋助：子安武人
- 河上万斉：山崎たくみ
- 来島また子：早水リサ
- 武市変平太：茶風林
- 岡田似蔵：青山穣

真選組
- 近藤勲：千葉進歩
- 土方十四郎：中井和哉
- 沖田総悟：鈴村健一
- 山崎退：太田哲治

春雨
- 神威：日野聡
- 阿伏兎：大塚芳忠

その他の登場人物
- 志村妙：雪野五月
- 村田鉄矢：大西健晴
- 村田鉄子：根本圭子
- 村田仁鉄：鈴木清信
- 吉田松陽：山寺宏一

ショートアニメのみ登場
- 沖田ミツバ：島本須美
- お登勢：くじら
- キャサリン：杉本ゆう
- 猿飛あやめ：小林ゆう
- 柳生九兵衛：折笠富美子
- 東城歩：遊佐浩二
- 長谷川泰三：立木文彦
- ハタ皇子：坂口候一
- 坂本辰馬：三木眞一郎
- 松平片栗虎：若本規夫

役名なし
- 伝坂勉
- 喜山茂雄
- 利根健太郎
- 堂坂晃三
- 宮崎寛務
- 高橋研二
- 近藤浩徳
- 石川和之
- 興津和幸
- 岡崎雅紘
- 田久保修平

### オリジナルキャラクター
ワーさん・ナーさん
声 - 山寺宏一
本編後のショートアニメに登場した、本作品の配給元であるワーナー・ブラザース映画の代表である二人の兄弟。侍アニメと聞いて本作品に配給したらしいが『NARUTO -ナルト-』や『BLEACH』と間違えていた上に、最終的に欲張りな登場人物たちのグダグダっぷりに呆れて「下品でめちゃくちゃなアニメーション」と一蹴した。

## スタッフ
- 原作：空知英秋
- 製作：鳥嶋和彦、夏目公一朗、田村明彦、宮河恭夫、寺田篤、竹中一博、上木則安
- 企画：大好誠、尾崎雅之
- 企画協力：週刊少年ジャンプ編集部（佐々木尚、矢作康介、中崎敦）
- 脚本：大和屋暁
- キャラクターデザイン・総作画監督：竹内進二
- デザインワークス：今石進
- 作画監督：鶴田仁美、佐々木洋平、佐藤陽子、竹内進二
- 演出：吉村愛
- コンテ：青柳・F・弐階、青柳弐階Ⓐ
- TV版コンテ・演出：三宅和男、畑博之、菱川直樹、みなみやすひろ
- デザイン協力：今岡大、佐藤陽子、鶴田仁美
- 作画監督協力：乙幡忠志、Kim Juri O
- 色彩設計：歌川律子
- 色指定：鈴木仁子、鈴木よう子、上田みず恵、深見祐希、河内山律子
- 検査：金月梨香
- 美術監督：野村裕樹
- 撮影監督：老平英
- 撮影監督補佐：野上大地
- 特殊効果：村上宣隆
- CG監督：真田竹志
- 編集：瀬山武司、瀬山編集室
- 音響監督：小林克良
- 効果：武藤晶子（サウンドボックス）
- 音楽：Audio Highs
- 宣伝プロデューサー：出目宏、菅野泰史
- 宣伝プロデューサー補：足立鈴
- 題字：若鍋竜太
- 広報：田中太郎
- 設定制作：前川貴史
- 制作助手：木村友美
- 制作デスク：三浦進
- プロデューサー：稗田晋、東不可止、樋口弘光
- 監修：藤田陽一
- 監督・録音演出：高松信司
- アニメーション制作：サンライズ
- 配給：ワーナー・ブラザース映画[11]
- 製作：劇場版銀魂製作委員会（集英社、アニプレックス、テレビ東京、サンライズ、電通、バンダイ、ワーナー・ブラザース映画）

## 楽曲
主題歌
「バクチ・ダンサー」
作詞・作曲 - 氏原ワタル / 歌 - DOES
エンディングテーマ
「僕たちの季節」
作詞・作曲 - 氏原ワタル / 歌 - DOES

## タイアップ
下記の他に明治乳業やファミリーマートとのタイアップも展開した。

### 銀魂池袋ジャック
2010年3月20日-5月16日開催イベント『“池袋ではやっぱ銀魂が一番人気”銀魂池袋ジャック』と称して池袋各地に銀魂関連のアトラクションやイベント、スタンプラリーなど大規模なタイアップが実施。
スタンプラリー
- 「サンシャイン60展望台」「ナムコ・ナンジャタウン」「シネリーブル池袋」「アニメイト池袋本店」「池袋パルコ」の場所を巡る。

銀魂料理・デザート
- 「ナムコ・ナンジャタウン」では、銀魂キャラクターをイメージした料理・デザート・アニメ登場料理のモチーフ「マヨ丼」など販売もする。

### TOKYO DRIFT
2010年3月23・24日東京都江東区青海お台場会場で開催された『D1 GRAND PRIX SERIES TOKYO DRIFT IN ODAIBA』にて映画タイアップのドリフトマシン「銀魂モデル」が披露された。2010年3月25日両国国技館で開催のイベント『銀魂春祭り2010（仮）』でも展示された。

### 京都市交通局「劇場版 銀魂 新訳紅桜篇 公開記念スタンプラリー」
2010年3月20日～5月9日に地下鉄・市バスの乗収乗客を図るため、京都市内の駅・施設にあるスタンプポイントを回り、スタンプを4つ以上集めると参加賞、抽選で特別商品が当たるイベントが実施された。

### 『劇場版 銀魂 新訳紅桜篇』超銀幕瓦版
『「劇場版 銀魂 新訳紅桜篇」超銀幕瓦版』は、2010年4月25日にテレビ東京系列で全国放送された、映画の番組宣伝。

#### 番組概要
メインナレーターに「志村新八」役の阪口大助、松丸友紀（テレビ東京アナウンサー）、サブとして「坂田銀時」役の杉田智和が出演。
映画情報・2009年12月19・20日『ジャンプフェスタ2010春・スーパーステージ「痛快!爽快!!てんわわんやの万屋劇!!!」』・2010年3月25日両国国技館開催のイベント『銀魂春祭り2010（仮）』・ナムコ・ナンジャタウンで開催されたイベントの紹介。声優キャスト陣が映画の見どころを紹介し、出演した。

#### 出演者
ナレーター
- 阪口大助、松丸友紀（テレビ東京アナウンサー）、杉田智和

イベントリポーター
- 松丸友紀（テレビ東京アナウンサー）
- 繁田美貴（テレビ東京アナウンサー） - ナムコ・ナンジャタウン

声優キャスト陣
- 坂田銀時 役 - 杉田智和
- 志村新八 役 - 阪口大助
- 神楽 役 - 釘宮理恵
- 近藤勲 役 - 千葉進歩

## その他

### 主人公交代
4月1日に公式HPで、「3月25日でテレビシリーズも終了したし、もういいんじゃね?やーめた、俺降りるわ」と言い残し、坂田銀時が銀魂を去り、『劇場版 銀魂 新訳紅桜篇』は、志村新八を主人公に据え、『劇場版 新八 新訳紅桜篇』となった。ただしこれはエイプリルフール限定のホームページキャンペーンの嘘企画であった。

### VOMIC
2010年4月に、ジャンプ専門情報番組「サキよみ ジャンBANG!」にて、「紅桜篇 序章（紅桜篇の第1話・第2話（第八十九訓・第九十訓）に相当）」が原作の絵を用いたラジオドラマ（VOMIC）で放送された（音声はテレビアニメのものを使用）。また、声優による見所の紹介やプロモーション映像なども同時に放送された。
5月7日より集英社ヴォイスコミックステーションサイト「VOMIC」にて配信。各3分、全5話。

### テレビCM
「ゴールデンから左遷されたアニメの映画化」として紹介するテレビCMが流された。また、公開前のCMでは土方・沖田・九兵衛・あやめの登場シーンが背景を差し替えた上で使用されており、彼らが物語の本筋に絡んでくることを思わせるような演出となっていた。

### DVD / Blu-ray
発売元はアニプレックス、販売元はソニー・ミュージックディストリビューション。当初はBlu-ray Discでは発売されずにDVDのみでの発売となっていたが、劇場版第2作の公開に先駆け『銀魂』シリーズで初めてBlu-ray化された。
- 劇場版 銀魂 新訳紅桜篇 DVD通常版（1枚組、2010年12月15日発売）
  - 映像特典
    - 特報・劇場予告編
- 劇場版 銀魂 新訳紅桜篇 DVD完全生産限定版（DVD2枚組+CDの3枚組、2010年12月25日発売）
  - ディスク1：本編DVD（通常版と同様）
  - ディスク2：特典DVD
    - キャスト&スタッフインタビュー集
    - 完全新作アニメーション「重大発表って言っても薄々内容バレてる時はどんな顔すりゃいーの!?」
    - 劇場版 銀魂 新訳紅桜篇ハタ皇子吹き替え版

  - 特典CD
    - 書き下ろしドラマ「帰って家の人にただいまと言うまでが遠足 エンドロールがちゃんと終わるまでが映画」

  - 封入特典
    - 劇場上映生フィルムコマ（ランダム封入）
    - 劇場パンフレット縮刷版
    - ピンナップ（5枚組）

  - 特製アウターケース付きデジパック仕様
- 劇場版 銀魂 新訳紅桜篇 Blu-ray（1枚組、2013年6月26日発売）
  - 映像特典
    - 特報・劇場予告編

  - リバーシブルジャケット仕様

2010年12月27日付オリコン週間DVD総合チャートで、初週9万6000枚を売り上げ、『ワンピースフィルムストロングワールドDVD 10th Anniversary LIMITED EDITION（完全初回限定生産）』以来のアニメ作品のDVD総合首位となった。

### CD
劇場版銀魂新訳紅桜篇 オリジナル・サウンドトラック
劇場版銀魂新訳紅桜篇のオリジナル・サウンドトラック

### 関連書籍
劇場版銀魂新訳紅桜篇 MOVIE GUIDE
劇場版 銀魂 新訳紅桜篇の映画解説本。特典として、リバーシブルポスターがついている。表側は空知英秋が描き下ろした。
AC 劇場版銀魂新訳紅桜篇
ISBN 978-4-08-874860-3